# 王求
王求（1954年8月—），男，山东莘县人，中华人民共和国传媒人物，曾任中央人民广播电台台长，第十二届全国政协委员。